# والتر يوليوس بلوم
والتر يوليوس بلوم (بالألمانية: Walter Julius Bloem)‏ (22 أكتوبر 1898 - المفترض أنه مات عام 1945) كاتب ألماني أصبح معروفًا باسم مستعار كيليان كول. كان بلوم ضابطا في الحرب العالمية الأولى والثانية وعضو في قوات الأمن الخاصة.

## حياته
ولد بلوم في عام 1898 في بارمن، في شمال الراين الحالي في ويستفاليا، ألمانيا باعتباره نجل الكاتب والتر بلوم، الذي لوحظ كمؤلف للروايات الوطنية، وزوجته الأولى مارغريت كالاني. كتب والده على سبيل المثال مذكرات «تقدم من مونس 1914» - تضمنت الترجمة مقدمة من جيمس إدوارد إدموندز الذي وصفها بأنها «واحدة من أكثر الحسابات الرسومية والأكثر إثارة للحرب حتى الآن».

## يعمل
- Die Seele des Lichtspiels - Ein Bekenntnis zum Film (1922)
- Tanz ums Licht (1925) (رقصة النور)
- داس شتاينيرن فوير (1926) (نار الحجر)
- Stein wird Staub (1926) (الحجر يصبح غبارًا)
- Motorherz (1927) (Motorheart)
- Feuer im Norden (1929) (حريق في الشمال)
- دير مان، دير ميت ديزر زيت فرتد ويرد (1933) (الرجل الذي سيتم تحضيره لهذه الأوقات)
- Heimkehr in die Mannschaft (1934) (العودة إلى الفريق)
- Luftpiraten - Ein heiterer Fliegerroman (1935) (Air Pirates ، رواية مضحكة للطيران)
- Urlaub auf Ehrenwort - Geschichten um den Krieg (1937) (اترك كلمة الشرف)
- أندرياس أوف دير فهرت (1938) (أندرياس على محرك)
- Die Flügelschlepper - Tagebuch aus einer Segelfliegerschule (1938) (Wing Tugs - Journal of a sailplane school)
- Festspiel zu Walter Bloems siebzigstem Geburtstag (1938) (قطعة المهرجان لعيد ميلاد والتر بلوم السبعين)
- دير بيركنزويج - ليدر (1939) (بيرش تويج - الأغاني)
- Die unsichtbare Fahne (1939) (الراية غير المرئية)

## روابط خارجية
- Hillesheim، Jürgen؛ Michael، Elisabeth (1993). Lexikon nationalsozialistischer Dichter. Würzburg: Königshausen & Neumann. ص. 301. ISBN:3-88479-511-2. مؤرشف من الأصل في 2020-10-09. اطلع عليه بتاريخ 2018-02-20.  Hillesheim، Jürgen؛ Michael، Elisabeth (1993). Lexikon nationalsozialistischer Dichter. Würzburg: Königshausen & Neumann. ص. 301. ISBN:3-88479-511-2. مؤرشف من الأصل في 2020-10-09. اطلع عليه بتاريخ 2018-02-20.  Hillesheim، Jürgen؛ Michael، Elisabeth (1993). Lexikon nationalsozialistischer Dichter. Würzburg: Königshausen & Neumann. ص. 301. ISBN:3-88479-511-2. مؤرشف من الأصل في 2020-10-09. اطلع عليه بتاريخ 2018-02-20.
- روح الصورة المتحركة (tr. ألين دبليو بورترفيلد) في archive.org